# صندل با جوراب

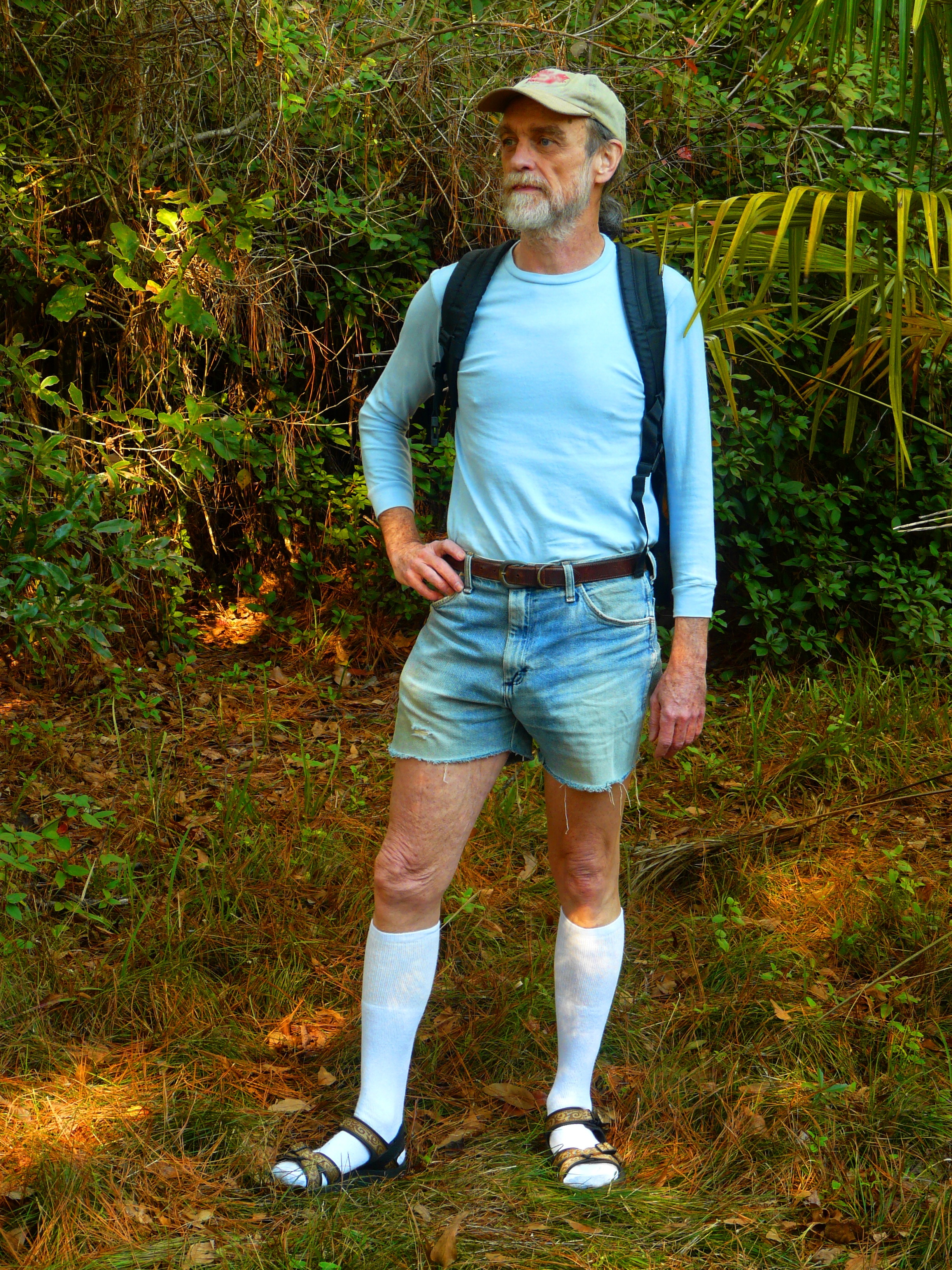
مردی که با صندل جوراب پوشیده‌است.

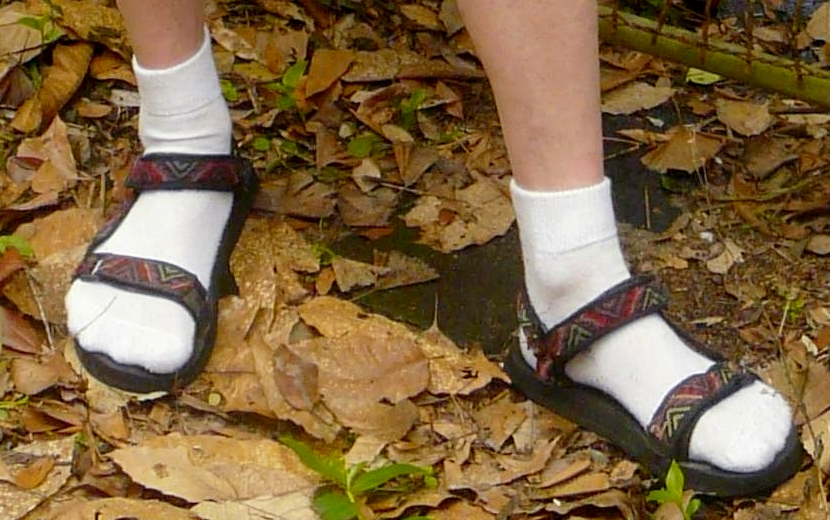
صندل‌های پوشیده شده همراه با جوراب مچ پا سفید.

پوشیدن جوراب و صندل با هم یک بحث جنجالی مد و پدیده اجتماعی است که در کشورها و فرهنگ‌های مختلف مورد بحث قرار می‌گیرد. در بعضی از نقاط آن را مد فاحش در نظر می‌گیرند.

## بهداشت
برای رعایت بهداشت خوب، معمول است که هر روز جوراب‌ها را عوض کرد. جوراب، عرق، مواد معدنی و فراورده‌های تخمیر باکتریایی را که محصولات طبیعی پوست انسان هستند، گرفته و در غیر این صورت روی سطح داخلی کفش قرار می‌دهد. جوراب از. نفوذ مواد ساختمانی کفش، بیوفیلم و ناخالصی که آزاد می‌شوند به پا جلوگیری می‌کند.
پوشیدن کفش بدون جوراب می‌تواند با خطر بروز مشکلات و عفونت‌های قارچی مرتبط باشد.